# Brudar och bollar eller Snurren i Neapel
Brudar och bollar eller Snurren i Neapel är en svensk film från 1954 i regi av Bengt Järrel. I rollerna ses bland andra Åke Grönberg, Åke Söderblom och Viveca Serlachius.
Filmens manus skrevs av Grönberg och Crick Holm. Musiken komponerades av Jules Sylvain och Erik Baumann, fotograf var Sören Gauffin och klippare Lennart Wallén. Inspelningen ägde rum 1954 i AB Europa Films studio i Mariehäll i Sundbyberg utanför Stockholm samt i Capri och Neapel i Italien. Den premiärvisades den 11 oktober samma år på biograf Grand i Norrköping. Stockholmspremiären inföll 12 februari 1955 på biograf Anglais. Den var 86 minuter lång och barntillåten. Vissa scener kom senare att användas i filmen Syndare i filmparadiset (1956).
Brudar och bollar tog vara på Åke Söderbloms och Åke Grönbergs popularitet som skådespelare. Filmen tillvaratog även det stora intresset för Italien i allmänhet, och italiensk ligafotboll i synnerhet, som fanns i Sverige under 1950-talet.

## Rollista
- Åke Grönberg – bagare Wille Svensson
- Åke Söderblom – "Mopeden" Pil
- Viveca Serlachius	– Irma Stridlund
- Karl-Erik Forsgårdh – "Lången" Jackson
- Ragnar Klange – fanjunkare Stridlund, far till Irma
- Rut Holm – Sveda
- Rosetta Scafuri – Silvana Bladini
- Arne Källerud – Benet
- Hasse Funck – Stig
- Lars Egge	– Tigrarnas ordförande
- Mary Rapp	– Märta
- Hanny Schedin – kvinna i mopedaffären
- Ernestina Fischetti – Maria
- Carlo De Bonis – Tarantelli
- Umberto Della Valle – Bladini
- Nacka Skoglund – Nacka Skoglund
- Hasse Jeppson – Hasse Jeppson
- Gunnar Gren – Gunnar Gren
- Anna Maria De Antonelli – "Mopedens" italienska vän
- Rosari Tempesta – "Mopedens" italienska vän
- Elettra Patierno – "Mopedens" italienska vän
- Mariann Nordwall – flicka

### Fotnoter
1. 1 2 3  ”Brudar och bollar eller Snurren i Neapel”. Svensk Filmdatabas. http://sfi.se/sv/svensk-filmdatabas/Item/?itemid=4449&type=MOVIE&iv=Basic&ref=/templates/SwedishFilmSearchResult.aspx?id%3d1225%26epslanguage%3dsv%26searchword%3dbrudar+och+bollar%26type%3dMovieTitle%26match%3dBegin%26page%3d1%26prom%3dFalse. Läst 18 mars 2013.